# アトランティック・ディビジョン (NBA)
アトランティック・ディビジョンは北米のプロバスケットボールリーグNBAのイースタン・カンファレンスの3つのディビジョン（地区）のうちの1つ。現在は、ボストン・セルティックス、ブルックリン・ネッツ、ニューヨーク・ニックス、フィラデルフィア・セブンティシクサーズ、トロント・ラプターズの5チームが所属する。ラプターズを除くチームはいずれもアメリカ東海岸の都市に本拠地を置いている。トロントのスポーツチームは長年アメリカ合衆国北東部のチームとのライバル関係があった（特にMLB、NHLのチームはボストンやニューヨークのチームと強いライバル関係にある。）。
ディビジョンは、1970-71シーズンにバッファロー・ブレーブス、クリーブランド・キャバリアーズ、ポートランド・トレイルブレイザーズの3チームが加わり、リーグが14チームから17チームに増加したときにそれまでのイースタン・ディビジョン、ウェスタン・ディビジョンが再編され、イースタン・カンファレンス、ウェスタン・カンファレンスが創設された際、創設され、セルティックス、ブレーブス、ニックス、シクサーズの4チームが所属した。
ボストン・セルティックスが最多の22回地区優勝しており、次に優勝が多いのは、ラプターズの7回である。NBAチャンピオンは9回誕生しており、セルティックスが6回、シクサーズ、ニックス、ラプターズがそれぞれ1回優勝している。NBAチャンピオンとなったチームは、1972-73シーズンのニックスを除いていずれも地区優勝したチームである。
1982-83シーズン、全てのチームが勝率5割以上を達成した。また、1983-84シーズンには所属する5チーム全てがプレーオフに進出した。

## 所属チーム
- ボストン・セルティックス - 1970年にイースタン・ディビジョンから加入
- ブルックリン・ネッツ - 1976年にABAから加入
- ニューヨーク・ニックス - 1970年にイースタン・ディビジョンから加入
- フィラデルフィア・セブンティシクサーズ - 1970年にイースタン・ディビジョンから加入
- トロント・ラプターズ - 2004年にセントラル・ディビジョンから加入

## かつて所属したチーム
- バッファロー・ブレーブス - 1970年にリーグに加入、1978年にサンディエゴに移転し、サンディエゴ・クリッパーズとなった際、パシフィック・ディビジョンに移った。
- シャーロット・ホーネッツ - 1988年にリーグに加入、1989年にミッドウェスト・ディビジョン、1990年にセントラル・ディビジョンに移った。いったんはニューオーリンズに移ったが、チームがニューオーリンズ・ペリカンズと改称した後、シャーロット・ボブキャッツがかつて存在したホーネッツの名前を引き継いだ。現在サウスイースト・ディビジョンに所属している。
- マイアミ・ヒート - 1989年にミッドウェスト・ディビジョンから加入、2004年にサウスイースト・ディビジョンに移った。
- オーランド・マジック - 1991年にミッドウェスト・ディビジョンから加入、2004年にサウスイースト・ディビジョンに移った。
- ワシントン・ウィザーズ - 1978年にセントラル・ディビジョンから加入、2004年にサウスイースト・ディビジョンに移った。

## 歴史
- 1970年、4チームで創設
- 1976年、ABAがNBAに統合された時、ニューヨーク・ネッツが加入
- 1977年、ニューヨーク・ネッツが移転し、ニュージャージー・ネッツに改名
- 1979年、セントラル・ディビジョンからワシントン・ブレッツが加入
- 1988年、エクスパンションチームのシャーロット・ホーネッツが1シーズンのみ加入
- 1989年、ホーネッツと入れ替わりで、マイアミ・ヒートが加入
- 1991年、オーランド・マジックがミッドウェスト・ディビジョンから加入
- 1997年、ワシントン・ブレッツがワシントン・ウィザーズに改名
- 2004年、トロント・ラプターズが加入、マイアミ・ヒート、オーランド・マジック、ワシントン・ウィザーズがサウスイースト・ディビジョンへ移った
- 2012年、ニュージャージー・ネッツが移転し、ブルックリン・ネッツに改名